# Środkowe Trawniki

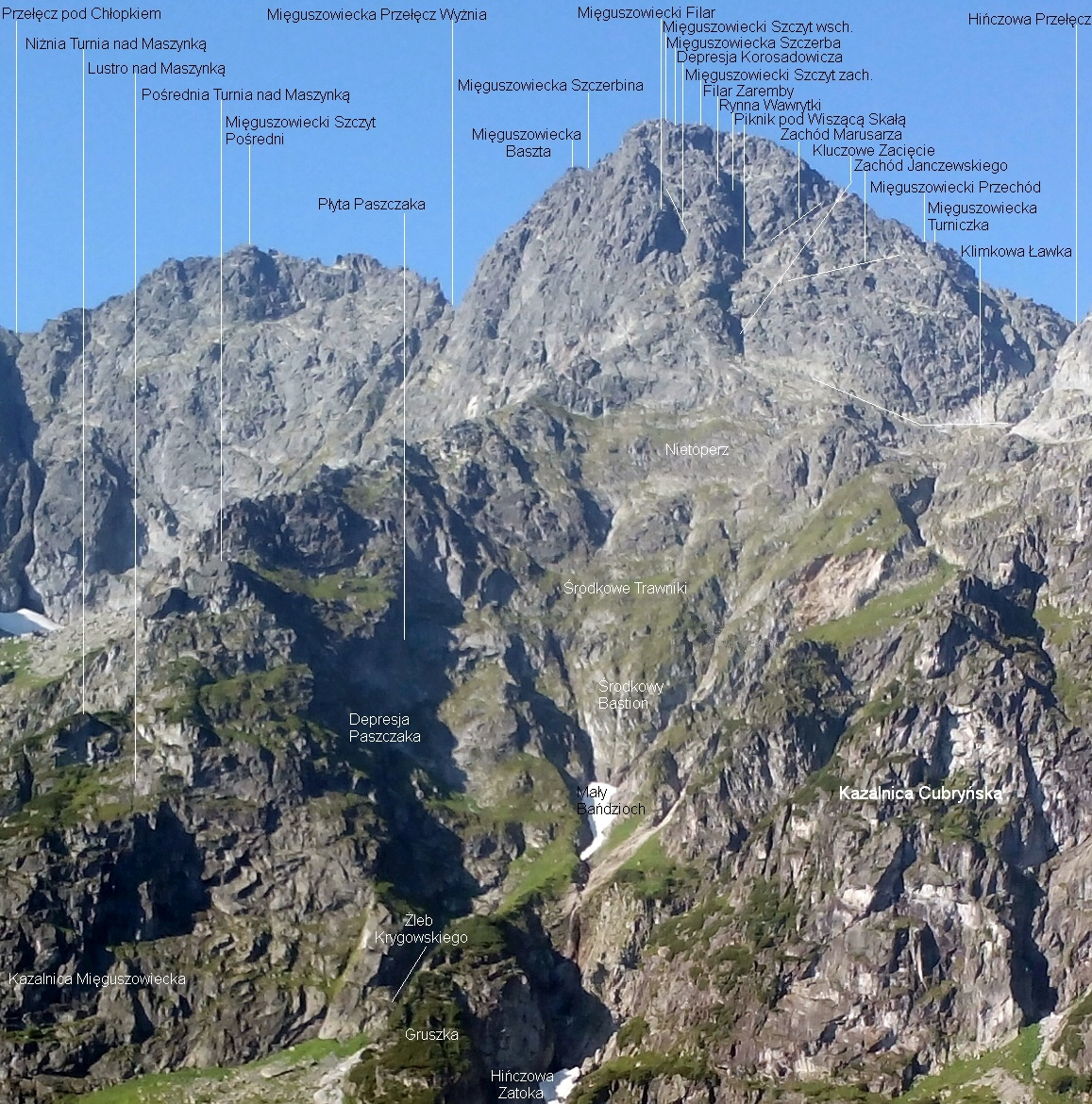
Formacje skalne na północnej ścianie Mięguszowieckiego Szczytu

Środkowe Trawniki – średnio stromy pas skał na północnej ścianie Mięguszowieckiego Szczytu w polskich Tatrach Wysokich. Znajduje się powyżej Środkowego Bastionu, a poniżej Nietoperza. Środkowe Trawniki mają wysokość około 30 m i są częściowo zarośnięte trawiastą roślinnością. Z lewej strony (patrząc od dołu) sąsiadują z Mięguszowieckim Filarem i z ich lewej części można na ten filar przetrawersować. Z prawej strony sięgają po depresję nad Kominem Krygowskiego.
Środkowymi Trawnikami prowadzą trzy drogi wspinaczkowe:
1. Direttissima – od Wielkiego Piargu na Mięguszowiecki Szczyt. Jedna z wersji wiedzie Środkowym Trawnikiem. V w skali tatrzańskiej, czas przejścia 8 godz.
2. Superdirettissima – od Wielkiego Piargu najkrótszą drogą na Mięguszowiecki Szczyt. W Środkowym Bastionie prowadzi środkową rysą. Jej przejście to V, A0[2]
3. Droga klasyczna – z Wielkiego Piargu na Mięguszowiecki Szczyt ale łatwiejszymi trasami. Jeden z jej wariantów prowadzi po prawej stronie rysy bardzo stromymi trawnikami, zwietrzałymi żeberkami i skośnymi półeczkami na kruchy, stromy, skalisto-trawiasty filar. Nim na Środkowe Półki. To przejście ma trudność III, w jednym miejscu IV i jest kruche i ryzykowne[2].

Autorem nazwy tej formacji skalnej jest Władysław Cywiński.